# Коматево
Коматево е квартал в Пловдив с население от близо 15 537 жители. Разположен в югозападната урбанизирана зона до Околовръстното шосе на града. Административно е част от Район Южен. Свързва се на север с Кючук Париж и останалата градска част посредством Коматевско шосе. През квартала минават автобуси с номера 1, 20 и 27.

## История
В квартала е открита трикорабна базилика от първата половина на V век, построена върху по-ранна сграда.
Първите източници за съществуването на Коматево са от 1477 година. Селището е образувано от войници – християни, ползващи се със специални привилегии в Османската империя. Те всяка година в продължение на шест месеца (от 1 април до 1 октомври) се грижели за султанските обори край Пловдив или участвали в обоза на имперската войска по време на походи. Според една от легендите, когато султанът минал през селището за първи път, му направило впечатление колко е малко и казал: „Това е колкото един комат, бе!“. От там и името Коматево. Според тази публикация името няма общо с комат.
При избухването на Балканската война в 1912 година четирима души от Коматево са доброволци в Македоно-одринското опълчение.
До 1969 г. е село, след което влиза в административните граници на Пловдив.

## Религия
В квартала има православна църква „Свети Прокопий“, католическа църква „Свети Роко“ и протестантски храм.

## Личности
- Костадин Неделчев (1889 – ?), македоно-одрински опълченец, четата на Яне Сандански, 1 рота на 15 щипска дружина[3]
- Лазар Атанасов (1880 – ?), македоно-одрински опълченец, четата на Яне Сандански[4]
- Луиджи Генов, български революционер от ВМОРО, четник на Кръстьо Българията[5]
- Стоян Коматски (1877 – ?), македоно-одрински опълченец, четата на Яне Сандански[6]
- Христо Коматски (1882 – ?), македоно-одрински опълченец, четата на Яне Сандански[6]